# Milcoveni (okręg Caraș-Severin)
Milcoveni – wieś w Rumunii, w okręgu Caraș-Severin, w gminie Berliște. W 2011 roku liczyła 251 mieszkańców. 